# Llaqta

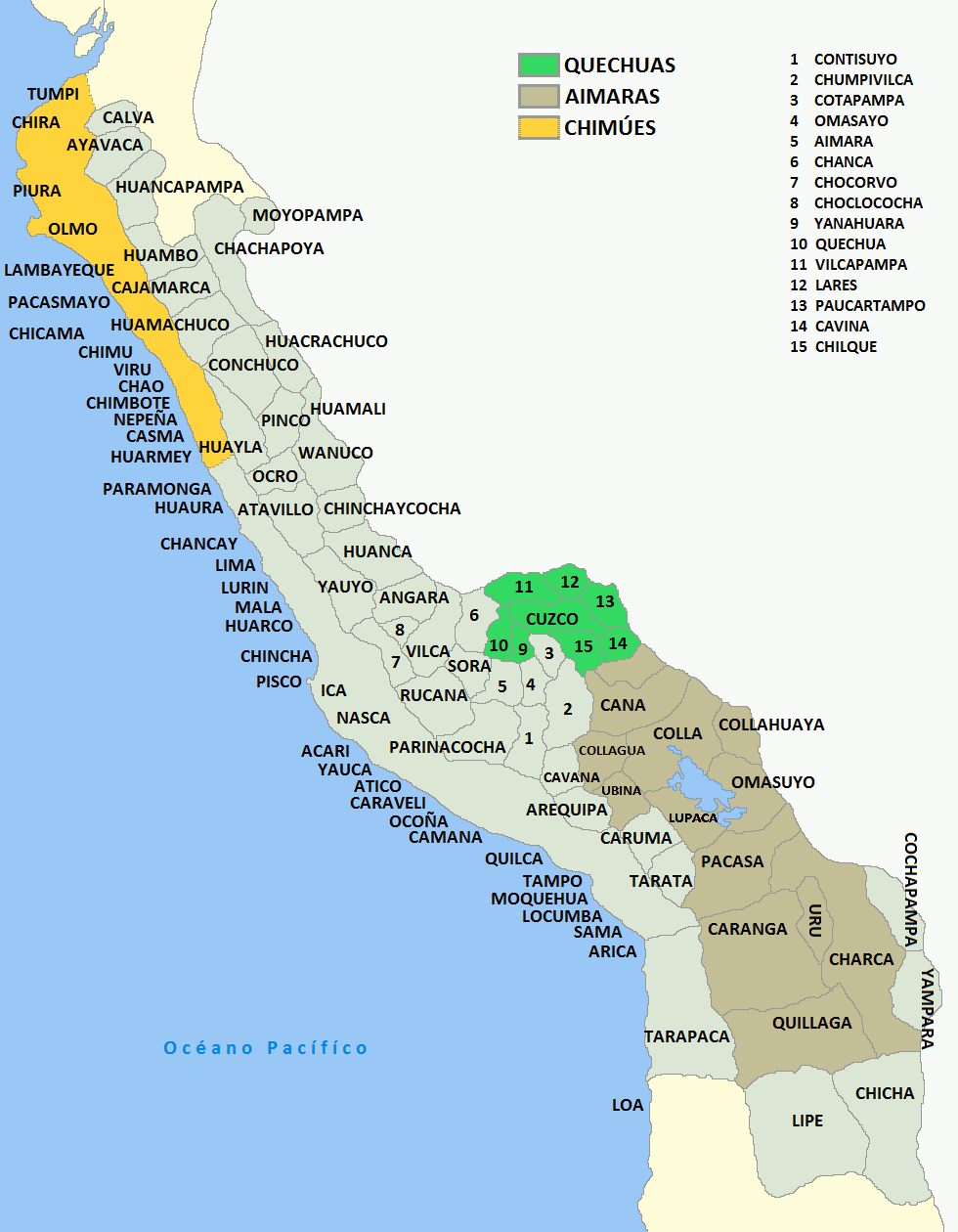
Les grandes llaqtas, ou kurakazgos, c’est-à-dire « nations », à l'époque pré-incaïque.

Une llaqta est un établissement humain des Andes centrales. À l'époque préhispanique, ce terme quechua a pu désigner une confédération d'ayllus administrée par un seul kuraka (aussi appelée kurakazgo ou chefferie).

## Époque préhispanique
Plus particulièrement, ce terme est utilisé par les historiens américanistes pour désigner une cité inca de l'époque préhispanique, et ses habitants ; dans ce sens, la llaqta est l'unité résidentielle (l'espace domestiqué où sont construites les maisons, par opposition aux champs cultivés) de l'ayllu (l'univers social de base de chaque individu, c'est-à-dire son territoire et sa culture d'origine). 
Le sens préhispanique de ce terme reste discuté par les spécialistes, car « la structure territoriale des communautés villageoises andines préhispaniques et les institutions sociopolitiques qui y sont liées ne sont pas bien comprises » ; certains, comme le linguiste César Itier, estiment que dans l'usage du quechua immédiatement antérieur à la colonisation, « il désignait un ensemble d'ayllu unis par des liens économiques, politiques et religieux étroits, ainsi que leur territoire commun » et que cette confédération d'ayllus administrée par un seul apu kuraka (souverain principal) aurait été « une unité organisationnelle importante au sein de la société inca »,.  Ainsi, selon Itier, le mot llaqta désigne les chefferies andines constituées d'ayllus formant une entité politique et socio-territoriale homogène. Ces entités, également appelées « kuracazgos » en référence au souverain, étaient fédérées en une llaqta plus vaste, dotée d'une structure étatique. 
Le terme est défini comme « lieu général d'où chacun est originaire » dans le Lexique de Fray Domingo de Santo Tomás de 1560 et simplement comme « pueblo » (village) dans le fameux Arte y vocabulario en la lengua general del Perú de 1586.

## Époque coloniale et contemporaine
Ce terme quechua d'origine préhispanique a donné à l'époque coloniale l'américanisme espagnol llacta qui désigne aussi bien « des villages et des bourgs héritiers des réductions coloniales qu'aux villes, c'est-à-dire à tout ensemble urbain ou semi-urbain », mais aussi l'ensemble des membres indigènes d'un village. 